# Kathedrale von Marseille

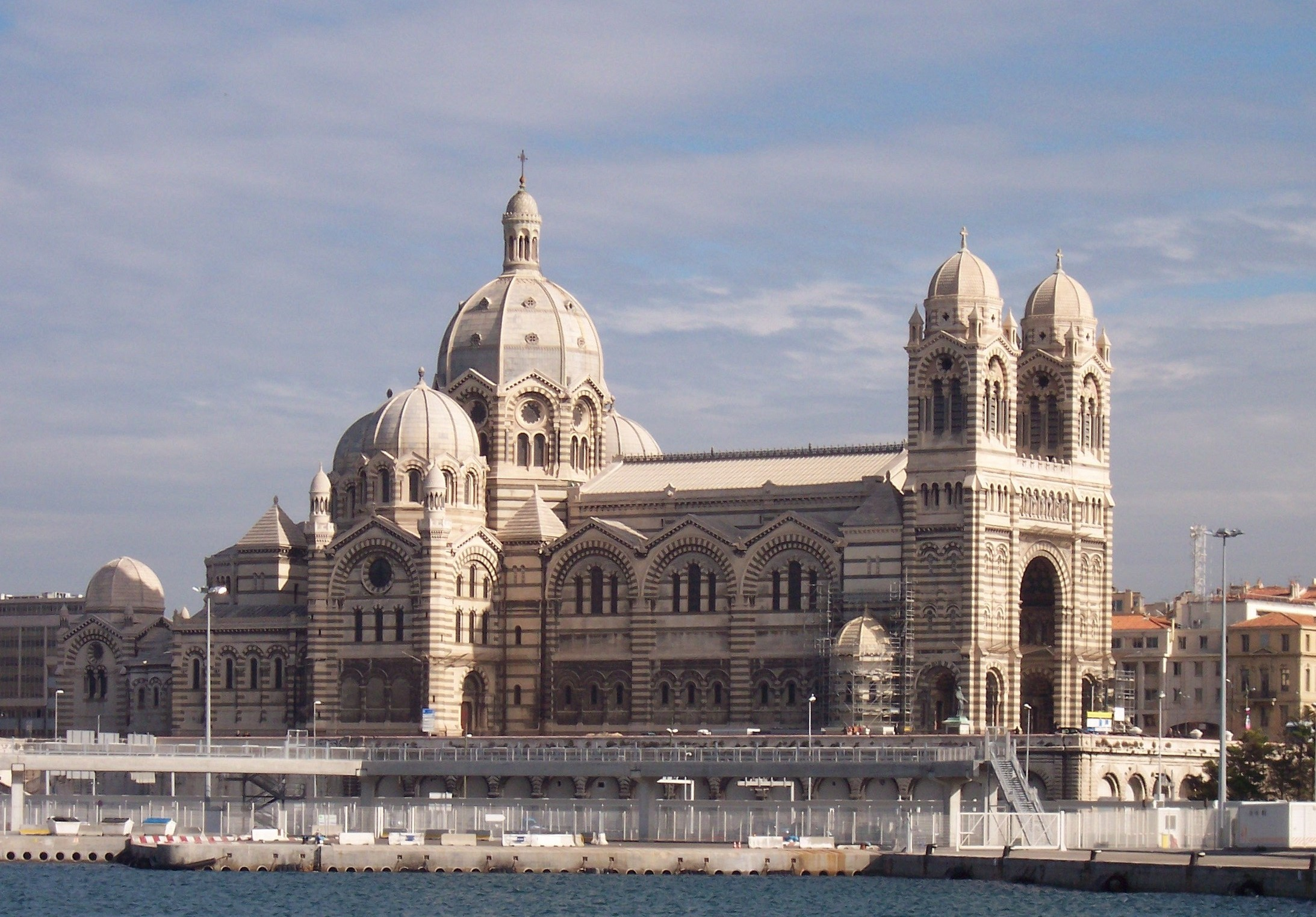
Kathedrale von Marseille

Die Kathedrale von Marseille (Cathédrale Sainte-Marie-Majeure de Marseille, meist Cathédrale de la Major) ist die Bischofskirche der römisch-katholischen Erzdiözese Marseille in der französischen Stadt Marseille. Das ab 1852 erbaute monumentale neoromanisch-byzantinische Gotteshaus steht am Westrand der Altstadt oberhalb des Quai de la Joliette. Entworfen wurde es von Léon Vaudoyer und Henri-Jacques Espérandieu. Bei seiner Vollendung 1896 erhielt es den Titel einer Basilica minor. Seit 1906 steht die Kathedrale als Monument historique unter Denkmalschutz.

## Vieille Major

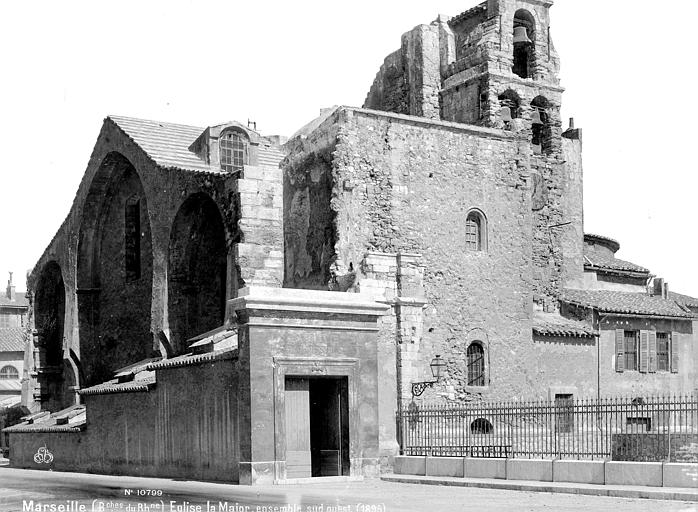
Die Reste der Vieille Major 1895

An der Stelle der heutigen – nach Norden ausgerichteten – Kathedrale befand sich bereits um die Wende vom 4. zum 5. Jahrhundert eine geostete Bischofskirche mit einem Baptisterium. Die Fundamente der Anlage wurden beim Bau der Nouvelle Major ergraben. Die Kirche trug ursprünglich das Patrozinium St. Lazarus, wird jedoch schon seit der Zeit Karls des Großen nur als Marienkirche erwähnt. Sie wurde bei drei Sarazeneneinfällen, zuletzt im Jahr 923, zerstört und anschließend wiederhergestellt. Dennoch war sie zur Zeit von Bischof Pons II. so baufällig, dass dieser noch im Jahr seines Todes 1073 einen vollständigen Neubau in Angriff nahm.
Diese romanische Kathedrale des 11. Jahrhunderts war eine dreischiffige Basilika auf rechteckigem Grundriss, in den eine Haupt- und zwei Nebenapsiden einbezogen waren. Sie hatte ursprünglich fünf Langhaus-Joche. Die beiden westlichen mit dem Hauptportal wurden im Hochmittelalter abgerissen, um Platz für eine neue Stadtbefestigung zu schaffen, möglicherweise weil die Meeresbrandung ein Stück des Ufers abgebrochen hatte. Das Portal wurde an die Südseite des Langhauses verlegt. Es folgte der Anbau mehrerer Kapellen und einer Sakristei. Den Chor flankierten zwei quadratische Türme, von denen der südliche, tour de l'Évêché genannt, in der Gestalt des 19. Jahrhunderts erhalten ist.
Im Lauf der Französischen Revolution wurde das Bistum Marseille aufgehoben, die Kathedrale zur Pfarrkirche degradiert und später zeitweise geschlossen. Die Glocken wurden eingeschmolzen, die Skulpturen zerstört, die historische Einrichtung verkauft. Der Bau erlitt schwere Schäden, die sich bei Erhaltungsmaßnahmen des frühen 19. Jahrhunderts teilweise noch verstärkten. 1823 wurde die notdürftig restaurierte Vieille Major wieder Bischofskirche. 1852 besuchte Napoleon III. Marseille. Veranlasst durch Bischof Charles Joseph Eugène de Mazenod legte er symbolisch den Grundstein des Neubaus. Um für diesen Platz zu gewinnen, wurden zwei weitere westliche Joche der romanischen Kirche und ein Teil der Anbauten abgetragen und der Rest gesichert. Auf der Meerseite wurde eine große Terrasse mit bogenförmigen Substruktionen zur Fundamentierung geschaffen. Anschließend wurde in vier Jahrzehnten die neue Kathedrale erbaut und ausgestattet, deren Kosten die ursprünglichen Planungen weit überstiegen und deren Mosaikenschmuck nie vollendet wurde.

## Nouvelle Major

### Außenbau

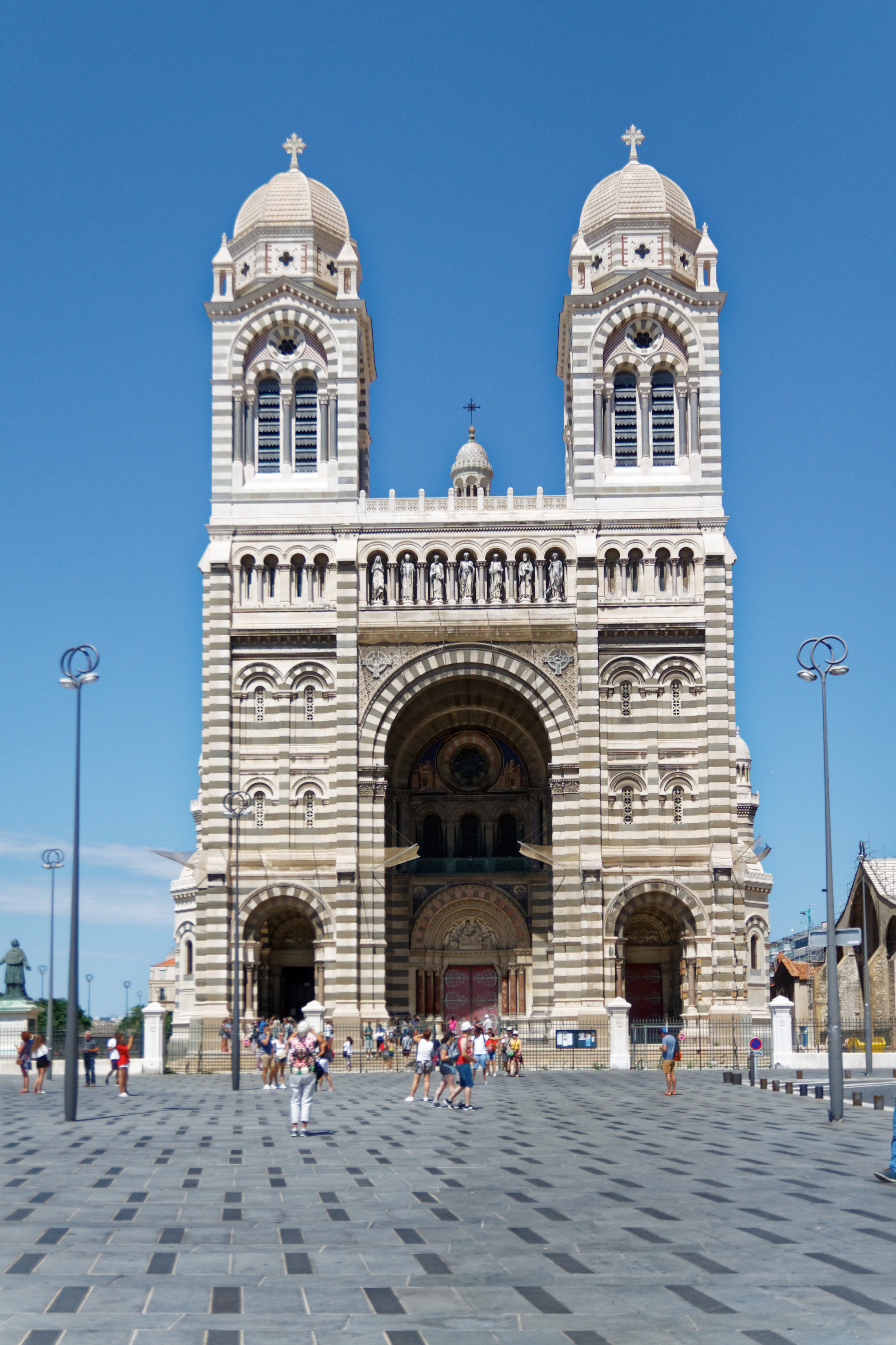
Fassade

Die heutige Marienkathedrale von Marseille ist eine dreischiffige Emporenbasilika von 141 m Länge mit einem 50 m breiten Querhaus und einer Vierungs-Kuppel von 60 m Höhe. Auch die Querhausarme und der langgestreckte Umgangschor tragen Kuppeln. Sie vor allem erzeugen den byzantinischen Gesamteindruck. Die Apsis ist von einem Kapellenkranz umgeben. Am Apsisscheitel ist die Marienkapelle mit dem Grab des 1995 heiliggesprochenen Bischofs Mazenod angefügt; auch sie trägt eine Kuppel. Flankiert wird der Chor von der Herz-Jesu- und der Lazarus-Kapelle. Der Westbau – geografisch im Süden – ist als Portalriegel mit hohem Zentralbogen, zwei aufgesetzten, kuppelhaubenbekrönten Glockentürmen und reichem Skulpturenschmuck gestaltet. Prägende Gestaltungselemente des Gesamtbaus sind der streifenweise Wechsel von hellem und dunklem Werkstein sowie die Kombination von Rundbögen mit Dreiecksgiebeldächern.
Der Kathedrale stehen vier Kirchenglocken zur Verfügung. Die große Glocke wurde im Jahr 1900 in Lyon von der Gießerei Burdin-Ainé gegossen und hängt im Westturm. Die anderen drei deutlich kleineren Glocken stammen von der alten Kathedrale und sind im Ostturm untergebracht.
| Glocke | Durchmesser | Gewicht  | Schlagton |
| ------ | ----------- | -------- | --------- |
| 1      | 2120 mm0    | 6927 kg0 | A°        |
| 2      | 880 mm      | 400 kg   | a′        |
| 3      | 790 mm      | 270 kg   | b′        |
| 4      | 730 mm      | 200 kg   | c″        |

### Ausstattung

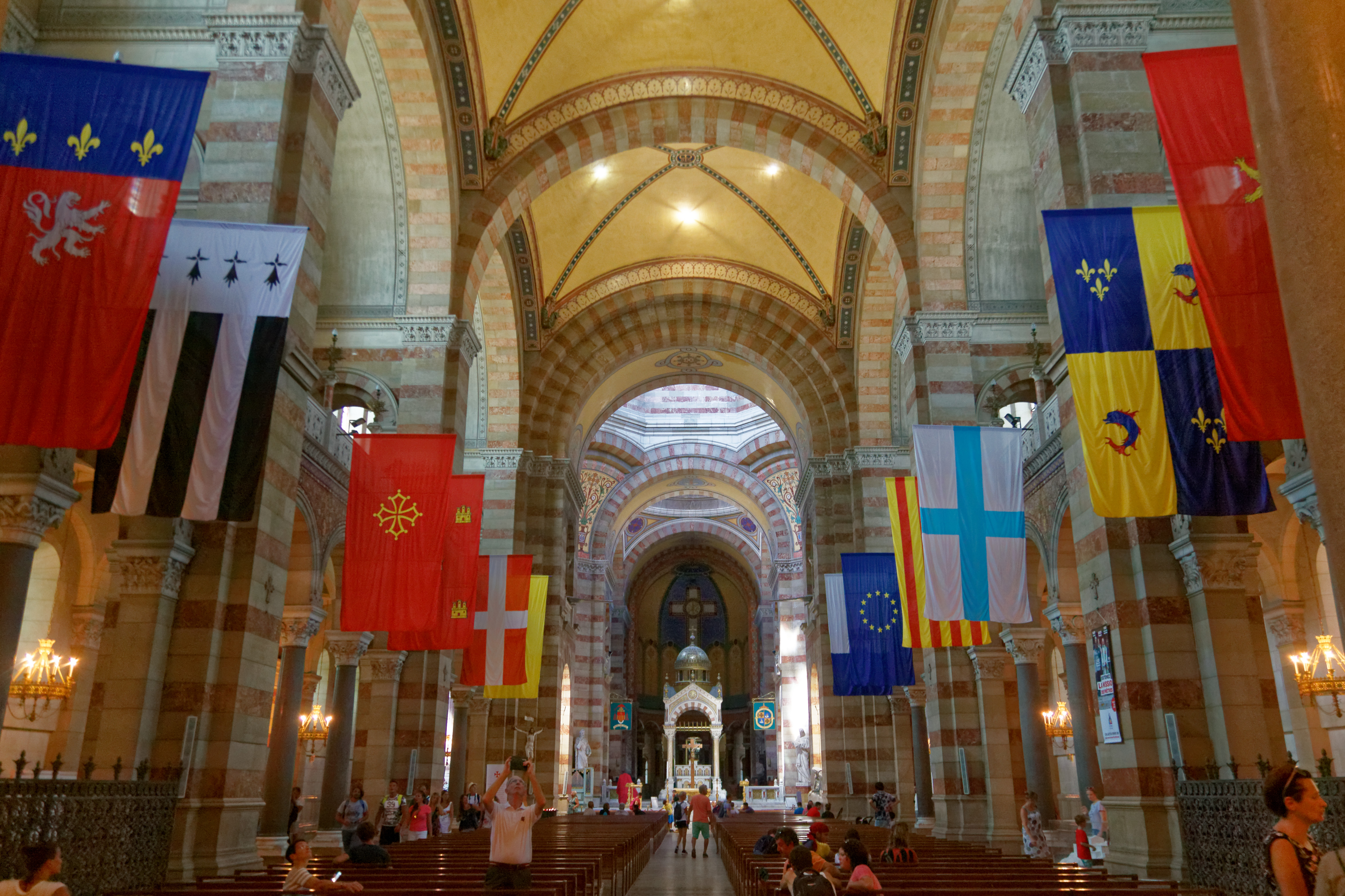
Mittelschiff

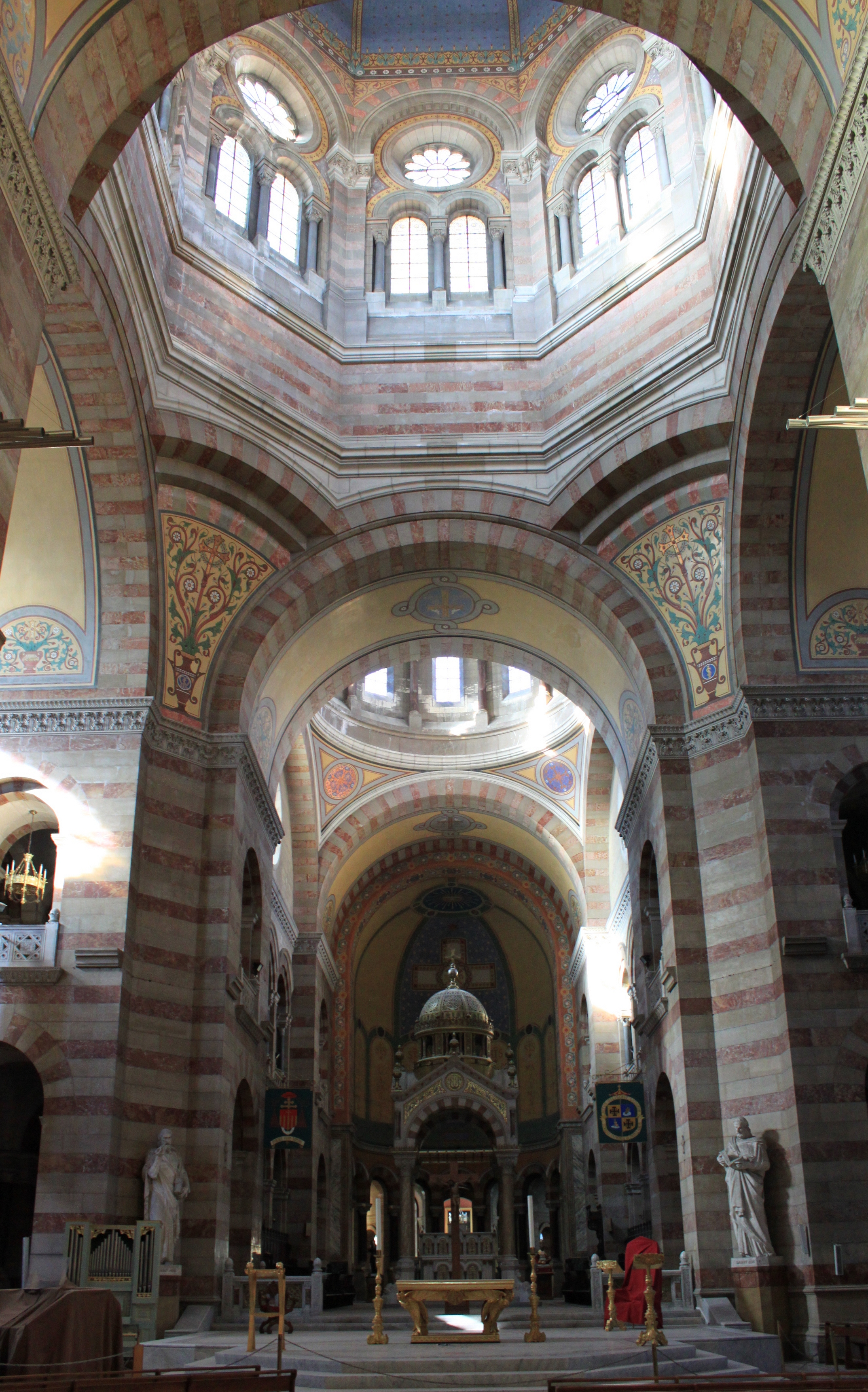
Blick in Vierungskuppel und Chor

Auch der Innenraum erhält seine Wirkung durch die byzantinisierenden Kuppeln und Bögen und durch den farblichen Wechsel der Steinlagen. In die drei von massiven Pfeilern getragenen Jochbögen des Langhauses sind Emporen eingezogen, die von je zwei schlanken Säulen getragen werden. Chor und Vierungsbereich sind mit figürlichen und ornamentalen Mosaiken ausgestattet. Der übrige Bauschmuck ist eher karg; er blieb hinter den Planungen zurück. In Hauptblickrichtung steht das große neuromanische Altarziborium mit dem ursprünglichen Hochaltar. Davor befindet sich im Chorbogen die nachkonziliare Altarinsel. Die wirkungsvoll platzierten Skulpturen im Hauptraum und in den Kapellen sind qualitätvolle Arbeiten des späten 19. Jahrhunderts.

### Orgel
Die Orgel wurde 1931 von den Orgelbauern Michel-Merklin und Kuhn erbaut, und zuletzt 2001 von dem Orgelbauer Lestrez umfassend überarbeitet. Das Instrument hat 61 Register auf drei Manualen und Pedal. Die Trakturen sind elektrisch.
| I Grand Orgue C–c4 |       |
| Principal          | 16′   |
| Principal          | 8′    |
| Bourdon            | 8′    |
| Salicional         | 8′    |
| Prestant           | 4′    |
| Flûte              | 4′    |
| Doublette          | 2′    |
| Flûte              | 2′    |
| Septième           | 1 ⁄7′ |
| Piccolo            | 1′    |
| Grande fourniture  |       |
| Petite fourniture  |       |
| Chamade (D)        | 16′   |
| Chamade royale     | 16′   |
| Chamade            | 8′    |
| Chamade royale     | 8′    |
| Tuba mirabilisv    | 8′    |
| Chamade (B)        | 4′    |
| Clairon            | 4′    |

| II Positif C–c4  |       |
| Bourdon          | 16′   |
| Montre           | 8′    |
| Bourdon          | 8′    |
| Flûte céleste    | 8′    |
| Flûte harmonique | 8′    |
| Prestant         | 4′    |
| Quinte           | 2 ⁄3′ |
| Plein jeu        |       |
| Chamade (D)      | 16′   |
| Chamade          | 8′    |
| Cromorne         | 8′    |
| Chamade (B)      | 4′    |

| III Récit expressif C–c4 |        |
| Diapason                 | 8′     |
| Flûte traversière        | 8′     |
| Gambe                    | 8′     |
| Voix céleste             | 8′     |
| Flûte octaviante         | 4′     |
| Nazard                   | 2 ⁄3′  |
| Octavin                  | 2′     |
| Tierce                   | 1 3⁄5′ |
| Chamade royale           | 16′    |
| Bombardon                | 16′    |
| chamade royale           | 8′     |
| Trompette harmonique     | 8′     |
| Basson hautbois          | 8′     |
| Soprano                  | 4′     |
| Trémolo                  |        |

| Pédale C–g1      |         |
| Basse acoustique | 32′     |
| Contrebasse      | 16′     |
| Soubasse         | 16′     |
| Quinte           | 10 2⁄3′ |
| Basse ouverte    | 8′      |
| Bourdon          | 8′      |
| Quinte           | 5 1⁄3′  |
| Octave           | 4′      |
| Chamade royale   | 16′     |
| Bombarde         | 16′     |
| chamade royale   | 8′      |
| Chamade          | 8′      |
| Tromba           | 8′      |
| Chamade          | 4′      |
| Clairon          | 4′      |
| Chamade          | 2′      |

- Koppeln:
  - Normalkoppeln: II/I, III/I, III/II, I/P, II/P, III/P
  - Suboktavkoppeln: I/I, II/I, II/II, III/I, III/II, III/III
  - Superoktavkoppeln: I/I, II/I, II/II, III/I, III/II, III/III, I/P, II/P, III/P